# 中央情報隊
中央情報隊（ちゅうおうじょうほうたい、英称：Military Intelligence Command：MIC）は、陸上自衛隊朝霞駐屯地（東京都練馬区）に駐屯する陸上総隊直轄の情報科部隊である。

## 概要
陸上自衛隊の部隊が作戦を実施する際に必要な作戦情報、偵察情報、地理情報などを一元化し、効率化を進めるため、地理情報を担当する中央地理隊（東立川駐屯地）と、海外の軍事関連の文献を収集・翻訳する中央資料隊（市ヶ谷駐屯地）が統合されて2007年（平成19年）3月28日に編成された。
中央情報隊には「あらゆる情報を一元的かつ専門的に処理して部隊の情報業務を支援する」役割が期待されている。中央情報隊の新編構想が出てきた背景には、これまで連隊（例えば各普通科連隊には本部管理中隊情報小隊が置かれている）や中隊レベルで収集していた偵察部隊からの敵部隊に関する情報や作戦情報などが必ずしも上級部隊と双方向に迅速、的確に流れていたわけではなかったことなどがある。作戦情報などに関して一元化し、各部隊が共有でき、迅速・的確に対応できる新たな情報組織の必要性が高まっていたものに基づく。
中央情報隊長は陸将補（二）が充てられ、陸上総隊司令部情報部長を兼任する。部隊のシンボルマークは八咫烏をモチーフとしている（右画像参考）。

## 沿革
- 2007年（平成19年）3月28日：中央情報隊が防衛大臣直轄部隊として防衛省市ヶ谷地区において編成完結。情報処理隊および現地情報隊を隷下に新編。
- 2018年（平成30年）3月27日：防衛大臣直轄部隊から陸上総隊隷下に改組のうえ、隊本部および本部付隊、情報処理隊、現地情報隊が朝霞駐屯地へ移駐[1]。

## 部隊編成
特記ないものは朝霞駐屯地に所在。
- 中央情報隊本部
- 本部付隊（約50名）：中央情報隊の総務や各機関との連絡調整などを担当。
- 基礎情報隊（市ヶ谷駐屯地）：旧・中央資料隊
- 地理情報隊（東立川駐屯地）：旧・中央地理隊
- 情報処理隊
- 現地情報隊

## 主要幹部
| 官職名                                 | 階級    | 氏名     | 補職発令日     | 前職                     |
| -------------------------------------- | ------- | -------- | -------------- | ------------------------ |
| 中央情報隊長 兼 陸上総隊司令部情報部長 | 陸将補  | 深草貴信 | 2024年12月20日 | 自衛隊大阪地方協力本部長 |
| 副隊長                                 | 1等陸佐 | 原雅樹   | 2023年03月13日 | 情報本部計画部長         |

| 代                                                     | 氏名                         | 在職期間                        | 出身校・期                   | 前職                                                          | 後職                                         |
| 中央情報隊長（防衛大臣直轄）                           | 中央情報隊長（防衛大臣直轄） | 中央情報隊長（防衛大臣直轄）    | 中央情報隊長（防衛大臣直轄） | 中央情報隊長（防衛大臣直轄）                                  | 中央情報隊長（防衛大臣直轄）                 |
| ------------------------------------------------------ | ---------------------------- | ------------------------------- | ---------------------------- | ------------------------------------------------------------- | -------------------------------------------- |
| 01                                                     | 市川卓治                     | 2007年03月28日 - 2009年02月22日 | 防大20期                     | 情報本部情報官                                                | 陸上幕僚監部付 →2009年3月24日 辞職           |
| 02                                                     | 末永典良                     | 2009年03月24日 - 2011年08月05日 | 防大22期                     | 自衛隊沖縄地方協力本部長                                      | 退職                                         |
| 03                                                     | 川久保源映                   | 2011年08月05日 - 2012年07月25日 | 防大24期                     | 陸上自衛隊小平学校副校長                                      | 陸上自衛隊小平学校長 兼 小平駐屯地司令       |
| 04                                                     | 田原義信                     | 2012年07月26日 - 2014年08月04日 | 防大26期                     | 西部方面特科隊長 兼 湯布院駐屯地司令                          | 第9師団副師団長 兼 青森駐屯地司令            |
| 05                                                     | 工藤天彦                     | 2014年08月05日 - 2016年06月30日 | 防大28期                     | 北部方面総監部情報部長                                        | 陸上自衛隊小平学校長 兼 小平駐屯地司令       |
| 06                                                     | 亀山慎二                     | 2016年07月01日 - 2018年03月26日 | 防大31期                     | 東北方面総監部幕僚副長                                        | 2018年3月27日 陸上総隊司令部情報部長兼補発令 |
| 中央情報隊長 兼 陸上総隊司令部情報部長（陸上総隊隷下） |                              |                                 |                              |                                                               |                                              |
| 01                                                     | 亀山慎二                     | 2018年03月27日 - 2018年07月31日 | 防大31期                     | 中央情報隊長専任                                              | 第11旅団長                                   |
| 02                                                     | 楠見晋一                     | 2018年08月01日 - 2020年12月21日 | 防大33期                     | 自衛隊東京地方協力本部長                                      | 陸上自衛隊情報学校長                         |
| 03                                                     | 平澤達也                     | 2020年12月22日 - 2023年03月29日 | 防大35期                     | 防衛大学校防衛学教育学群 統率・戦史教育室長 兼 防衛大学校教授 | 陸上自衛隊小平学校長 兼 小平駐屯地司令       |
| 04                                                     | 伊部俊宏                     | 2023年03月30日 - 2024年12月19日 | 防大36期                     | 情報本部情報官                                                | 陸上自衛隊情報学校長                         |
| 05                                                     | 深草貴信                     | 2024年12月20日 -                | 防大37期                     | 自衛隊大阪地方協力本部長                                      |                                              |